# Bela, Dâmbovița
Bela este o localitate componentă a orașului Pucioasa din județul Dâmbovița, Muntenia, România.
La sfârșitul secolului al XIX-lea, satul Bela era reședința comunei cu același nume, cu satele Bela, Nistorești și Broștenii Noi având în total 1100 de locuitori. În comună funcționau o moară de apă, o biserică și o școală.
La începutul secolului al XIX-lea, datorită finalizării băilor de la Pucioasa, comuna Bela a fost desființată și inclusă în comuna Pucioasa. Astfel, Anuarul Socec din 1925 consemnează comuna Pucioasa cu 5201 locuitori, reședință a plășii Pucioasa a județului Dâmbovița și având în compunere satele: Bela, Diaconești, Glodeni, Malurile, Podurile de Jos, Podurile de Sus (reședința), Pucioasa și Șerbănești.